# Departament de Boaco
El Departament de Boaco és un departament de Nicaragua. Fou creat en 1938 amb una part del departament de Chontales. Té una superfície de 4.244 km² i una població de 174.682 (2012, est.). La capital és la ciutat de Boaco. Els indígenes del territori són els nuhues i sumos.

## Divisió administrativa
El departament de Boaco està dividit administrativament en sis municipis:
| Ciutat                  | Població en 2012 |
| ----------------------- | ---------------- |
| Boaco                   | 58 496           |
| Camoapa                 | 38 758           |
| San José de los Remates | 8 271            |
| San Lorenzo             | 30 054           |
| Santa Lucía             | 8 871            |
| Teustepe                | 30 232           |